# Martin Mathathi
Martin Irungu Mathathi (ur. 25 grudnia 1985 w Nyahururu) – kenijski lekkoatleta, długodystansowiec, brązowy medalista mistrzostw świata z Osaki (2007) w biegu na 10 000 metrów, złoty (w drużynie) i brązowy (indywidualnie) medalista przełajowych mistrzostw świata z Fukuoki (2006).
7. zawodnik igrzysk olimpijskich w Pekinie (2008) w biegu na 10 000 metrów. Złoty medalista mistrzostw Japonii (2004 & 2010), medalista mistrzostw Kenii. Zwycięzca maratonu w Fukuoce (2013).

## Rekordy życiowe
- Bieg na 5000 metrów – 13:03,84 (2004)
- Bieg na 10 000 metrów – 26:59,88 (2009)
- Bieg na 10 mil – 44:51 (2004) były rekord świata
- Półmaraton – 58:56 (2011)
- Bieg maratoński – 2:07:16 (2013)